# Robi Botos

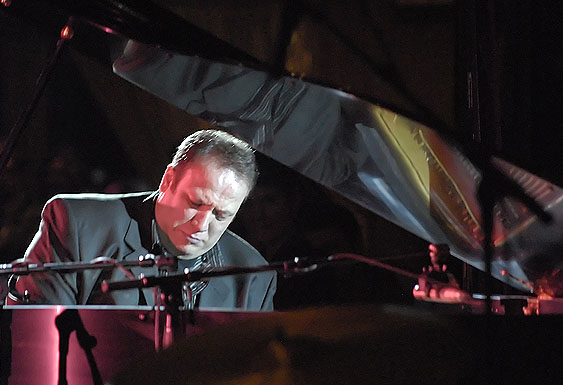
Robi Botos (2008)

Robi Botos (* 1978 in Nyíregyháza, Ungarn) ist ein kanadischer Jazzmusiker (Piano, Keyboards, Komposition) ungarischer Herkunft.

## Leben und Wirken
Botos wuchs in einer musikalischen Roma-Familie in Budapest auf. Seine musikalische Karriere begann als Kind; er spielte zunächst autodidaktisch Schlagzeug und Perkussion. Im Alter von sieben Jahren erhielt er zum ersten Mal Klavierunterricht. Bereits ein Jahr später gab er Konzerte in ganz Ungarn. 1998 wanderte er aus politischen Gründen nach Kanada aus. 
Nach einem Auftritt beim Pianisten-Wettbewerb des Montreux Jazz Festival 2004, wo er den ersten Preis gewann, wurde Oscar Peterson sein Mentor. Botos arbeitete mit Branford Marsalis, Chaka Khan, Al Jarreau, Christian McBride, Terri Lyne Carrington, Joey DeFrancesco oder Steve Gadd und war seit 2000 an Projekten von Kenny Barron, Chick Corea, Bill Charlap, Benny Green, Tony Lakatos, Michel Legrand, Bill McBirnie und Dave Young beteiligt.
Botos verknüpft in seiner eigenen Musik die Tradition der Roma und die ungarische Volksmusik mit dem Modern Jazz. Als Komponist verfasste er seit 2011 Filmmusiken, zunächst zu Aaron Yegers Dokumentation A People Uncounted, 2018 zu der Komödie The Weekend von Stella Meghie.
Botos hat mehrere Alben unter eigenem Namen aufgenommen. Bei den Juno Awards 2016 gewann er den Preis für sein Trio-Album Movin’ Forward. Bei den Juno Awards 2019 wurde sein Soloalbum Old Soul ebenfalls mit einem Juno Award ausgezeichnet.

## Diskographische Hinweise
- One Take, Volume 2 (2005)
- Christmas Eve (2009)
- One Take, Volume 4 (2010)
- Place to Place (2011)
- Friday Night Jazz (2013)
- Movin' Forward (2015, mit Seamus Blake, Robert Hurst, Jeff Tain Watts)[2]
- Old Soul (2018)